# Never, Neverland
Never, Neverland è il secondo album in studio della formazione thrash metal canadese Annihilator e pubblicato nel 1990 dalla Roadrunner Records.

## Il disco
Come accadrà durante tutta la storia della band, la formazione che prese parte alla registrazione di questo album è cambiata rispetto a quella che registrò il precedente disco Alice in Hell. Alla voce Coburn Pharr prese il posto di Randy Rampage, mentre il chitarrista ritmico Anthony Greenham venne sostituito da Dave Scott Davis.
Il sound globale dell'album è una evoluzione di quanto proposto dalla band nel precedente album, mantenendosi sulle coordinate di un thrash metal che deve molto, in quanto a riffing, ai migliori Megadeth, ai quali miscela parti che possono essere definite più "folli" e che contribuiscono a rendere l'album più interessante e fanno emergere un certo humor compositivo (trademark fondamentale della band fin da Alice in Hell).
L'album contiene una forte dose di sperimentazione e di innovazione, uniti al sempre presente rispetto per lo stile metal da cui gli Annihilator mossero i propri primi passi.
Punti forti dell'album sono i riff e melodie potenti e precise unite ad assoli di chitarra molto tecnici e complessi.
Altro valore aggiunto è costituito dalle note cantate dal cantante Coburn Pharr, la cui timbrica decisa e coinvolgente rende ancora più interessante l'intero sound dell'album.
Tra i brani più importanti del disco si elevano sicuramente "Phantasmagoria", "Imperiled Eyes", "Stonewall" e "The Fun Palace" che presto divennero delle pietre miliari all'interno dell'intera produzione della band.

## Tracce
1. The Fun Palace – 5:51 (Waters, Pharr)
2. Road to Ruin – 3:42 (Waters)
3. Sixes and Sevens – 5:20 (Waters)
4. Stonewall – 4:50 (Waters)
5. Never, Neverland – 5:29 (Waters, Pharr)
6. Imperiled Eyes – 5:27 (Waters, Weil)
7. Kraf Dinner – 2:41 (Waters)
8. Phantasmagoria – 3:59 (Waters)
9. Reduced to Ash – 3:09 (Waters, Bates)
10. I am in Command – 3:34 (Waters, Bates, Weil)

Durata totale: 44:02

## Ristampe
L'album fu rimasterizzato 2 volte con l'aggiunta di 3 tracce demo: la prima volta nel 1998 e la seconda il 9 settembre 2003 in accoppiata con l'album Alice in Hell, per la raccolta Two From The Vault pubblicata dalla Roadrunner Records.

### Tracce
1. The Fun Palace – 5:51 (Waters, Pharr)
2. Road to Ruin – 3:42 (Waters)
3. Sixes and Sevens – 5:20 (Waters)
4. Stonewall – 4:50 (Waters)
5. Never, Neverland – 5:29 (Waters, Pharr)
6. Imperiled Eyes – 5:27 (Waters, Weil)
7. Kraf Dinner – 2:41 (Waters)
8. Phantasmagoria – 3:59 (Waters)
9. Reduced to Ash – 3:09 (Waters, Bates)
10. I am in Command – 3:34 (Waters, Bates, Weil)
11. Kraf Dinner (Demo) – 2:31 (Waters)
12. Mayhem (Demo) – 2:54 (Waters)
13. Freed from the Pit (Demo) – 3:45 (Waters)

Durata totale: 53:12

## Formazione
- Coburn Pharr - voce
- Jeff Waters - chitarra solista
- Dave Scott Davis - chitarra ritmica
- Wayne Darley - basso
- Ray Hartmann - batteria